# John Flanders
Raymundus Joannes Maria De Kremer of Raymond Jean De Kremer (Gent, 8 juli 1887 – aldaar, 17 september 1964) was een Vlaams schrijver, die onder de pseudoniemen Jean Ray en John Flanders honderden fantastische verhalen publiceerde. Hij schreef zowel in het Nederlands als in het Frans.

## Leven en werk
Raymond werd geboren in Gent als zoon van bediende Joseph De Kremer en Maria Theresia Anseele, een gemeenteonderwijzeres. Zijn moeder was de zus van de Gentse socialistische voorman Edward Anseele.
Op 17 februari 1912 huwde hij in Brussel met Virginie Bal.
In januari 1927 werd hij tot 78 maanden cel veroordeeld voor oplichting. Hoewel hij eerder al verhalen, journalistiek, theaterteksten en de bundel Les contes du whisky had gepubliceerd, wijdde hij zich na zijn vervroegde invrijheidstelling volledig aan het schrijven.
Onder de naam John Flanders werd hij vooral bekend als schrijver van Nederlandstalige jeugdboeken en medeauteur van de reeks Vlaamse Filmpjes (uitgeverij Altiora Averbode). Later zal bij diezelfde Filmpjes ook een John Flandersprijs ter waarde van 2000 euro gegeven worden voor beloftevolle schrijvers. Ook voor de Franstalige tegenhanger van de Filmpjes, Presto Films, schreef hij heel wat verhalen.
Toch oogstte hij het meeste succes in Frankrijk onder de naam Jean Ray waar zijn magisch-realistische roman Malpertuis (1955) uitgegeven werd in de reeks “Présence du Futur” naast werk van onder andere Ray Bradbury en H.P. Lovecraft.
In België kreeg hij onder de naam Jean Ray pas echt erkenning na de publicatie van een bloemlezing met zijn beste fantastische verhalen en griezelverhalen, (uitgegeven in de Maraboutreeks met een voorwoord van Henri Vernes) in 1961.
De fantastische sfeer in zijn werken doet denken aan de etsen van de Gentenaars Jules De Bruycker en Frits Van den Berghe. Zijn koppeling aan het onderbewuste geeft ons indrukken van het werk van Salvador Dalí en aan de helse visioenen van Jeroen Bosch (bijvoorbeeld zijn verhaal Griezelen). John Flanders geloofde in de Vierde dimensie (is ook de naam van een verhaal van hem): een krachtveld dat de andere drie klassieke dimensies doorkruist.
Harry Kümel verfilmde in 1972 Malpertuis. Op het witte doek gaven onder andere Orson Welles, Mathieu Carrière, Susan Hampshire, Michel Bouquet, Jean-Pierre Cassel, Sylvie Vartan gestalte aan de figuren van Jean Ray. Hubert Lampo, boegbeeld in Vlaanderen van het magisch realisme, vertaalde het oorspronkelijk in het Frans geschreven Malpertuis in het Nederlands.
Zodanig was de auteur steeds met fantasie bezig, dat men niet altijd wist of de informatie over hemzelf wel klopte of gefantaseerd was. Zijn bijzonder sfeervolle en accurate beschrijvingen van steden, landen en het zeemansleven, waar hij nooit zelf geweest was of deel van uitgemaakt had, hielden de twijfel rond zijn echte leven in stand.
Rond deze figuur werd na zijn overlijden ook een vriendenkring opgericht die regelmatig samenkwam om zijn werk te bespreken, onderzoeken en verdere raadsels op te lossen.. Ook kreeg hij in Gent een gedenkplaat.
Raymond De Kremer gebruikte naast John Flanders en Jean Ray ook nog verschillende andere pseudoniemen, maar deze twee waren de voornaamste.

### Jeugdboeken
- Geheimen van het noorden
- Het slapende dal
- De zwarte schaduw
- Sprookjes
- Het monster van Borough
- Spoken op de ruwe heide (1935)
- Het zwarte eiland
- De straat van de 7 duivels
- De zilveren kaap

### Vlaamse Filmpjes
Vooroorlogse nummers
- 42 Het vervloekte land 1931
- 78 De jongens van Wapping 1932
- 84 De vijf blauwe huizen 1932

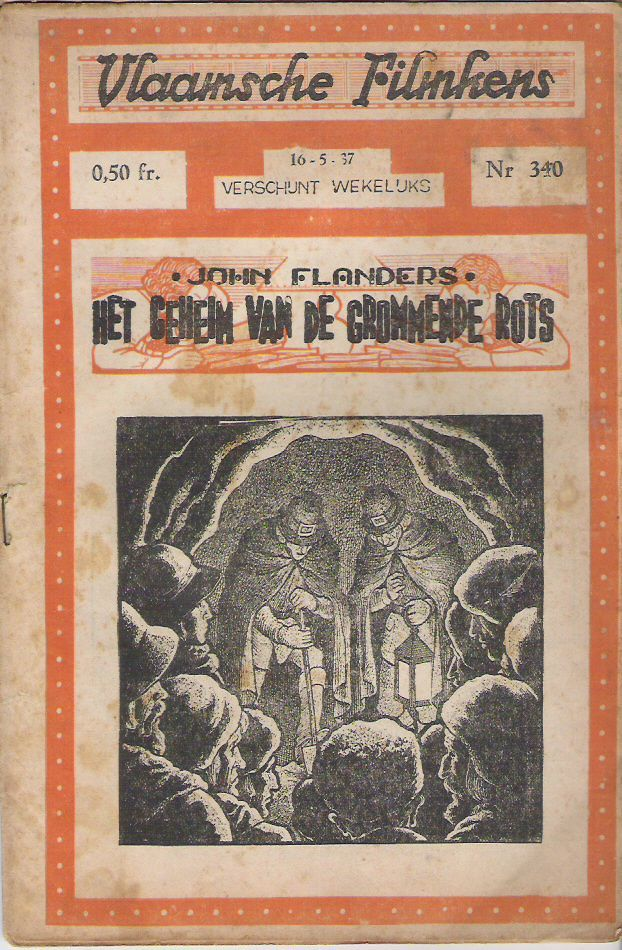
Vlaamsche Filmkens nr. 340

- 93 De eerste Robinsons der lucht 1932
- 101 De wreker van het slapende dal 1932
- 117 Het huis der woeste schaduwen 1933
- 122 De wreede nacht van het slot Huntingdon 1933
- 133 De straat der zeven duivels 1933
- 155 Hikky, de otter 1933
- 166 Tempest, de gevreesde; een dierengeschiedenis 1934
- 190 Het geheim van Dork-Glen 1934
- 193 De klauw in de sneeuw 1934
- 197 Op bange wegen 1934
- 207 De groote nood van Torrington 1934
- 217 Het raadsel der puinen 1935
- 220 De booze rechters 1935
- 222 De gevaarvolle winternacht 1935
- 233 De gevangenen van Morstanhill 1935
- 237 Het spook der Fancymijn 1935
- 240 De nachtelijke tocht 1935
- 245 De jonge straatroover 1935
- 283 Sint Ambrosiusnacht 1936
- 300 In den greep der misdaad 1936
- 313 De toovenaar van Balderham 1936
- 340 Het geheim van de grommende rots 1937
- 341 De zingende vallei 1937
- 353 De geheimzinnige Babet Brown 1937
- 363 Het avontuur van Missi 1937
- 378 De melaatse abt van St. Albans 1938
- 391 In den langen poolnacht 1938
- 418 Het raadselachtige avontuur 1938
- 422 De laatste Triton 1938
- 429 Aan de electrische stoel ontsnapt 1939
- 433 De onzichtbare leeraar - Een avontuur van Jack Linton, den 18-jarige detectief 1939
- 444 Curtis bij de roodhuiden I 1939
- 445 Curtis bij de roodhuiden II 1939
- 446 Het verminkte standbeeld 1939
- 455 Het oog in de nacht; avonturen van den 18-jarige detectief, Jack Linton 1939
- 465 Het roode maantje 1939 cover
- 468 Het plan van Lucky Jim 1939
- 469 De Thalys verdwenen 1939
- 477 Het lied van den Hang-Ho 1939

Naoorlogse nummers
- 4 De laatste atoombom 1946
- 8 Minetaur, de robot 1946
- 12 Het geheimzinnig groene vuur 1946
- 15 De witte pest 1946
- 18 De verschrikking van Shorcham 1946
- 20 De eilanden van de mist 1947
- 22 Het huis met de 7 torentjes 1947
- 27 De rokende doodskop 1947
- 29 De schat der Färoër-Eilanden 1947
- 33 Vier van Kristus' leger 1947
- 36 De geheimzinnige rivier 1947
- 40 De vijand op het eiland 1947
- 42 De witte hel 1947
- 44 Schrik op de Wash-gronden 1947
- 46 Vuren op Fuglö 1948
- 52 Drie rode pijlen 1948
- 54 Zonderlinge Babet Brown 1948
- 57 De man die God haatte 1948
- 59 De nacht van de zevenslaper 1948
- 65 De koperen duivelsklauw 1948
- 70 Het zeer geheimzinnig avontuur 1948
- 72 Het geheim der rode heuvels 1948
- 77 Het wonder van Obustein 1949
- 80 De vlucht uit de hel 1949
- 85 Het geheim van het oerwoud 1949
- 90 De zwarte schaduw treedt op 1949
- 93 Het moeras der zwarte Acacia's 1949
- 104 De kweekschool en het avontuur 1950
- 106 Onrust op de Caraïben 1950
- 113 De wrekende valken 1950
- 125 De verjaagde monniken 1951
- 129 De bloedige relikwie 1951
- 132 De vloek van Trevor-Castle 1951
- 137 De wonderbare historie van Peter Stone 1951
- 142 De boeman van Stockton 1951
- 149 De luidjes van Bury-Square 1951
- 155 De terugkeer van Sir Lionel Brent 1952
- 161 Het slot van de havik 1952
- 164 Gevangen op Thunder-Manor 1952
- 166 Het geheim van de drie zevensterren 1952
- 168 De verdwijning van meneer Naes 1952
- 172 Het sprookjesachtig geluk van Edward Lachius 1952
- 176 De zwervende graaf 1952
- 185 Gevangene nr. 117 1953
- 195 Gevaarvolle vakantiedagen 1953
- 205 In het duister hart van New York 1954
- 224 De verdwenen student 1954
- 232 Mensenjacht 1955
- 253 De meester de tijgers 1955
- 257 Eiland der tijgers 1956
- 259 De 7 Robinsons van Kerstmis 1956
- 263 De onzichtbare stad 1956
- 268 12.000.000 pond sterling 1956
- 275 De gouden berg 1956
- 276 De betoverde schilderij 1956
- 295 De kruisweg van de rode maan 1957
- 301 Het Australische avontuur 1957
- 307 Op het spoor van Mr. Hummes 1957
- 315 Het Pratt-house mysterie 1958
- 323 De spooktrein op de heide 1958
- 345 De vreselijke negen dagen 1959
- 352 De rode schaduw 1959
- 365 Een roman van de zee 1960
- 388 De klopgeest van Spring-Lodge 1960
- 406 De nachten van Preston 1961
- 414 De steeg van de gevangenen 1961
- 420 De onzichtbare leraar 1961
- 430 Het Horlock mysterie 1961
- 438 De 7 geheimen van Lavender N. 1961
- 444 De verdwenen kostschool 1961
- 452 De duivel in Hilston G. 1962
- 468 Het zwarte plein 1962
- 474 Mijnheer Bijslop verdwijnt 1962
- 486 Mister Kippa en het vurige hart 1962
- 505 De blauw in de sneeuw 1963
- 549 Het geheim van Dolk-Glen 1963
- 552 Op bange wegen 1963
- 598 Een nacht van water en vuur 1964

Tot daar de oorspronkelijke uitgaven van Flanders, alle nummers hierna zijn herdrukken.
Herdrukken
1068 Klokslag middernacht.
- 969 De laatste triton
- 975 Aan de elektrische stoel ontsnapt
- 1039 De wreker van het slapende dal
- 1092 De jonge struikrover
- 1101 De melaatse abt van Sint-Albanus
- 1111 In de greep van de misdaad
- 1117 Sint-Ambrosiusnacht
- 1153 Gevangene nr. 117
- 1166 Op het spoor van Mr. Hummes
- 1170 Het Pratt house mysterie
- 1200 De speurder van Bury square
- 1203 De terugkeer van sir Lionel Brent
- 1206 De duiven van Hillston jail
- 1210 Drie rode pijlen
- 1231 Het slot van de havik
- 1241 Op bange wegen
- 1259 Het geheim van Dork Glen
- 1285 De bloedige relikwie
- 1296 De raadselachtige zeereis
- 1302 De boeman van Stockton
- 1311 De zonderlinge Babet Brown
- 1341 Wahoe
- 1346 Vuren op Fuglö
- 1356 De onzichtbare stad
- 1749 Sint -Ambrosiusnacht
- 1756 Het geheim van Dork Glen
- 1939 Het vervloekte land
- 1967 De eerste Robinsons van de lucht
- 1971 De wreker van het slapende dal
- 1989 Het huis van de woeste schaduwen
- 2006 De grote nood van Torrinton
- 2012 Het raadsel van de tempelruïne
- 2013 De boze rechters van Fenwick
- 2025 Op bange wegen
- 2106 De tovenaar van Balderham
- 2126 De geheimzinnige Babet Brown
- 2187 De laatste triton
- 2195 De onbekende leraar/aan de elektrische stoel ontsnapt
- 2310 Minotaur de robot
- 2332 De witte pest

## Voetnoten
1. ↑  Toon Horsten, "De schrijver is een oplichter" (bespreking van de biografie Soms overtreft de werkelijkheid de fantasie door Geert Vandamme), De Standaard der Letteren 7 juni 2019.
2. ↑  Ray, Jean (1961). Les 25 meilleures histoires noires et fantastiques. Editions Gérard & Co, Verviers.
3. ↑  Amicale - Vriendenkring Jean Ray, John Flanders

- Biblioteca Nacional de España: XX894748
- Bibliothèque nationale de France: cb11921258c (data)
- Catàleg d'autoritats de noms i títols de Catalunya: 981058521352506706
- Digitale Bibliotheek voor de Nederlandse Letteren: flan002
- Gemeinsame Normdatei: 119331519
- International Standard Name Identifier: 0000 0001 2149 8635
- Library of Congress Control Number: n80113404
- Nationale Bibliotheek van Letland: 000039724
- Bibliotheek van het Japanse parlement: 00453775
- Nationale Bibliotheek van Tsjechië: xx0026703
- Nationale Bibliotheek van Israël: 987007276666105171
- Nederlandse Thesaurus van Auteursnamen: 069202990
- RKD-Nederlands Instituut voor Kunstgeschiedenis: 437110
- Istituto Centrale per il Catalogo Unico: SBLV267349
- SNAC: w6tq73bw
- Système universitaire de documentation: 027514803
- Virtual International Authority File: 122374966
- WorldCat: E39PCjy6F3HxyKqY3DjdH4h6jy